# Kliszów (Basses-Carpates)
Pour les articles homonymes, voir Kliszów.
Kliszów est une localité polonaise de la gmina de Gawłuszowice, située dans le powiat de Mielec en voïvodie des Basses-Carpates.